# 11.ª Conferencia Ministerial de la OMC
La Undécima Conferencia Ministerial de la Organización Mundial del Comercio (OMC) tuvo lugar en Buenos Aires (Argentina) del 10 al 13 de diciembre de 2017. La sesión inaugural de la Conferencia se realizó en el nuevo Centro de Convenciones de Buenos Aires, mientras que todas las demás sesiones se celebraron en el Hotel Hilton Buenos Aires.

## 11.ª Conferencia Ministerial de la OMC
La Undécima Conferencia Ministerial de la Organización tuvo lugar del 10 al 13 de diciembre de 2017 en Buenos Aires (Argentina). La Conferencia fue presidida por Susana Malcorra, exministra de Relaciones Exteriores de Argentina.

La Conferencia Ministerial se celebra cada dos años. Se trata del principal órgano de adopción de decisiones de la Organización Mundial del Comercio, y en ella participan los Ministros de los 164 Miembros de la OMC.
Por lo general, en esas reuniones los Ministros examinan la labor que se está realizando en la OMC y toman decisiones sobre las cuestiones que les hayan presentado las delegaciones de los Miembros de la OMC; en ocasiones también se pronuncian sobre la incorporación de nuevos Miembros a la OMC. En Buenos Aires, los Ministros debatirán propuestas relacionadas con la agricultura, las subvenciones a la pesca y la reglamentación nacional de los proveedores de servicios. Otras iniciativas que tal vez se examinen son los posibles programas de trabajo sobre el comercio electrónico, la facilitación de las inversiones, y las microempresas y pequeñas y medianas empresas (MIPYME).
Organización Mundial del Comercio

## Organización
La Conferencia se inició el 10 de diciembre en el Centro de Convenciones de Buenos Aires. La sesión inaugural empezó a las 16 horas (hora local) y la sesión de clausura se realizó el día 13 de diciembre.

Las sesiones plenarias comenzaron el 11 de diciembre en el Hotel Hilton de Buenos Aires. 
Los vicepresidentes de la Conferencia fueron Okechukwu Enelamah, Ministro de Industria, Comercio e Inversión de Nigeria, David Parker, Ministro de Comercio de Nueva Zelandia, y Edward Yau, Secretario de Comercio y Desarrollo Económico de Hong Kong, China.
- Disposiciones relativas a las sesiones de la conferencia y programa general

Declaraciones
- Declaraciones en las sesiones plenarias
Las declaraciones que figuran a continuación se pronunciaron en la sesión plenaria de la undécima Conferencia Ministerial (9 al 13 de diciembre de 2017).

Calendario
- Calendario
Reuniones y actividades que tuvieron lugar durante la Conferencia Ministerial.

Actividades paralelas
- Programa de actividades paralelas
- Foro Empresarial, 12 de diciembre

Documentos
- Documentos de la Undécima Conferencia Ministerial

Acreditación
- Acreditación de las ONG
- Acreditación de los medios de comunicación
- Credenciales para la Undécima Conferencia Ministerial

Fotos
- Día 1
- Día 2

Otras fotos
ONG
- Calendario de eventos para las ONG
- La sociedad civil en MC11
- Acreditación de las ONG

Declaraciones y documentos de posición de las ONG y las asociaciones empresariales
La unidad de Organización y Logística de la XI Conferencia Ministerial de la OMC tuvo como Coordinador al Embajador Guillermo Hunt y como Coordinador adjunto al Ministro Claudio Gutiérrez.

## Resultados
Roberto Azevêdo expresó que el resultado de la conferencia fue «decepcionante». Por su parte, Susana Malcorra declaró que «hubo compromiso y esfuerzo para encontrar soluciones genuinas pero no suficientes resultados». La comisaria europea de comercio, Cecilia Malmström declaró: «ni siquiera pudimos acordar la reducción de los subsidios a la pesca ilegal. Es realmente indignante». La conferencia finalizó sin un consenso general entre los Estados miembros sumado a los cuestionamientos del gobierno de los Estados Unidos hacia la OMC.

## Controversias

### Listas negras y deportaciones
Dos días antes del inicio de la cumbre, 43 activistas y periodistas acreditados por la misma fueron detenidos y luego deportados. Varias naciones denunciaron la actitud y criticaron el tipo de democracia que se vive en Argentina. Las prohibiciones, deportaciones y listas negras causaron un entredicho diplomático entre Argentina y Noruega. En tanto la prohibición de entrar al país a diferentes figuras fue criticada por el relator especial de las Naciones Unidas sobre la Promoción y Protección del Derecho a la Libertad de Opinión y de Expresión, David Kaye.
El día 10 de diciembre el diario argentino Página 12 tuvo acceso al texto del cable diplomático por el cual la Cancillería Argentina (a cargo de Jorge Faurie) le ordenó a las embajadas y consulados del país a lo largo del mundo, que denieguen los visados para ingresar al país a representantes de organizaciones de la sociedad civil, por instrucción del Ministerio de Seguridad (a cargo de Patricia Bullrich) y la Agencia Federal de Investigaciones (a cargo de Gustavo Arribas). En el listado no sólo figuraron organizaciones activistas defensoras de derechos humanos y civiles, sino también entidades profesionales y reputados especialistas a nivel internacional. En cada lista se mencionaban entre dos y cuatro personas, a las que se aludía con nombre y apellido, censurando expresamente la posibilidad de su visado.
La OMC salió a despegarse y criticar la decisión y pidió disculpas por los inconvenientes que “la decisión de Argentina puede causar” agregando que “Lamentablemente, no estamos en condiciones de proporcionar ninguna explicación o antecedentes y sugerimos que se contacten directamente con las autoridades argentinas”.
El Centro de Estudios Legales y Sociales (Cels), una reconocida organización de derechos humanos de Argentina, informó que tramitó sin éxito un habeas corpus preventivo en favor “de los extranjeros incluidos en la lista negra del Poder Ejecutivo”. También denunció que el gobierno “no informó aún qué tipo de inteligencia hizo sobre las organizaciones de la sociedad civil, con qué criterios denegó la acreditación para participar en la OMC, qué personas integran la lista ni por qué motivos específicos”. Una docena de organizaciones de Argentina enviaron una carta al presidente Mauricio Macri, el canciller Faurie y la presidenta de la Conferencia Ministerial de la OMC, Susana Malcorra, para denunciar la revocación de acreditaciones de representantes de la sociedad civil.
Edmund Titland publicó en una carta de la "Comisaría de Comercio" de la Unión Europea donde cuestionó al gobierno argentino por la lista negra de la sociedad civil de la Cumbre. Otros medios señalaron que las decisiones tomadas por el Poder Ejecutivo sobre la participación de determinadas personas en la reunión de la OMC afectan derechos como la libertad de expresión, la libertad de opinión y el derecho a la participación, entre otros.
Casos
- Días antes del comienzo de la cumbre, Petter Titland, líder de la ONG noruega AttacNorge, fue arrestado en el aeropuerto internacional de Ezeiza y deportado por las autoridades argentinas. El dirigente había llegado como acreditado al Aeropuerto de Ezeiza para participar de la cumbre de la OMC pero fue uno de los nombres que integró las listas negras del gobierno para ingresar al país.[5] La decisión del gobierno de Mauricio Macri de impedir el ingreso al país del activista noruego Petter Titland y disponer su deportación a Brasil, generó un conflicto diplomático. La canciller noruega Ine Marie Eriksen Søreide exigió explicaciones a la cancillería argentina.[11][12][13] Titland, consideró que la reunión ministerial de la OMC es "una oportunidad para que el mundo vea" que el Gobierno de Mauricio Macri es "cada vez es más autoritario y tiene presos por razones políticas".[14]
- El gobierno de Mauricio Macri deportó a una periodista británica crítica de su gestión, Sally Burch, quien reside en Ecuador. Burch acredita una larga trayectoria en medios internacionales y en diversas organizaciones de la sociedad civil especializadas en temas de género, comunicaciones y nuevas tecnologías. En Argentina, recibió amenazas de ser deportada a Ecuador, pese a que contaba con un habeas corpus de la justicia argentina para permanecer en el país. “Pienso que es una actitud poco democrática del gobierno de Argentina que no quiere que estemos en la Organización Mundial de Comercio”, afirmó .[15] Edison Lanza, relator especial de la CIDH para la Libertad de Expresión, escribió “Estamos en contacto con gobierno argentino por deportación de la periodista Sally Burch. Sería grave impedirle cubrir cumbre OMC por su línea editorial”.[16]
- Issabelle Bourboulon, de Attac Francia, relató que al mostrar su pasaporte apareció un policía que la llevó a un cuarto apartado. “Me dijeron que tenía que volver en el próximo avión a París. Nos habían anticipado que podíamos llegar a tener problemas para entrar a la Argentina. Por eso, alertamos de antemano al embajador francés en Buenos Aires que se comprometió a intervenir ante las autoridades si había inconvenientes. Respecto a la situación Bourboulon declaró que: "Es una situación inédita, ni siquiera paso esto cuando la conferencia de la OMC fue organizada por el régimen qatarí”.[17]
- Además, entre las ONG que fueron denegadas se encontraban las argentinas Fundación Grupo Efecto Positivo, Sociedad de Economía Crítica y el Instituto del Mundo del Trabajo. También fueron rechazadas, entre otras, la belga 11.11.11, la finlandesa Siemenpuu, la chilena Derechos Digitales y Global Justice Now!, del Reino Unido, además de organizaciones internacionales como UNI Global Union (con sede en Suiza), UNI Américas (basada en Uruguay) y Friends of the Earth International.[16]

### Represiones
Al anochecer del 12 de diciembre, ocurrió una fuerte represión en la Ciudad de Buenos Aires con heridos y numerosos detenidos contra manifestantes que reclamaban contra la OMC.

## Las Conferencias Ministeriales
La Conferencia Ministerial, que habitualmente se reúne cada dos años, es el órgano de adopción de decisiones más importante de la OMC. En ella están representados todos los Miembros de la OMC, los cuales son o países o uniones aduaneras. La Conferencia Ministerial puede adoptar decisiones sobre todos los asuntos comprendidos en el ámbito de cualquiera de los Acuerdos Comerciales Multilaterales.
| País           | Ciudad       | Conferencias Ministeriales                        |
| -------------- | ------------ | ------------------------------------------------- |
| Argentina      | Buenos Aires | Buenos Aires, 10-13 de diciembre de 2017          |
| Kenia          | Nairobi      | Nairobi, 15-19 de diciembre de 2015               |
| Indonesia      | Bali         | Bali, 3-6 de diciembre de 2013                    |
| Suiza          | Ginebra      | Ginebra, 15-17 de diciembre de 2011               |
| Suiza          | Ginebra      | Ginebra, 30 de noviembre - 2 de diciembre de 2009 |
| China          | Hong Kong    | Hong Kong, 13-18 de diciembre de 2005             |
| México         | Cancún       | Cancún, 10-14 de septiembre de 2003               |
| Catar          | Doha         | Doha, 9-13 de noviembre de 2001                   |
| Estados Unidos | Seattle      | Seattle, 30 de noviembre - 3 de diciembre de 1999 |
| Suiza          | Ginebra      | Ginebra, 18-20 de mayo de 1998                    |
| Singapur       | Singapur     | Singapur, 9-13 de diciembre de 1996               |